# Czapla śnieżna
Czapla śnieżna (Egretta thula) – gatunek ptaka z rodziny czaplowatych (Ardeidae).

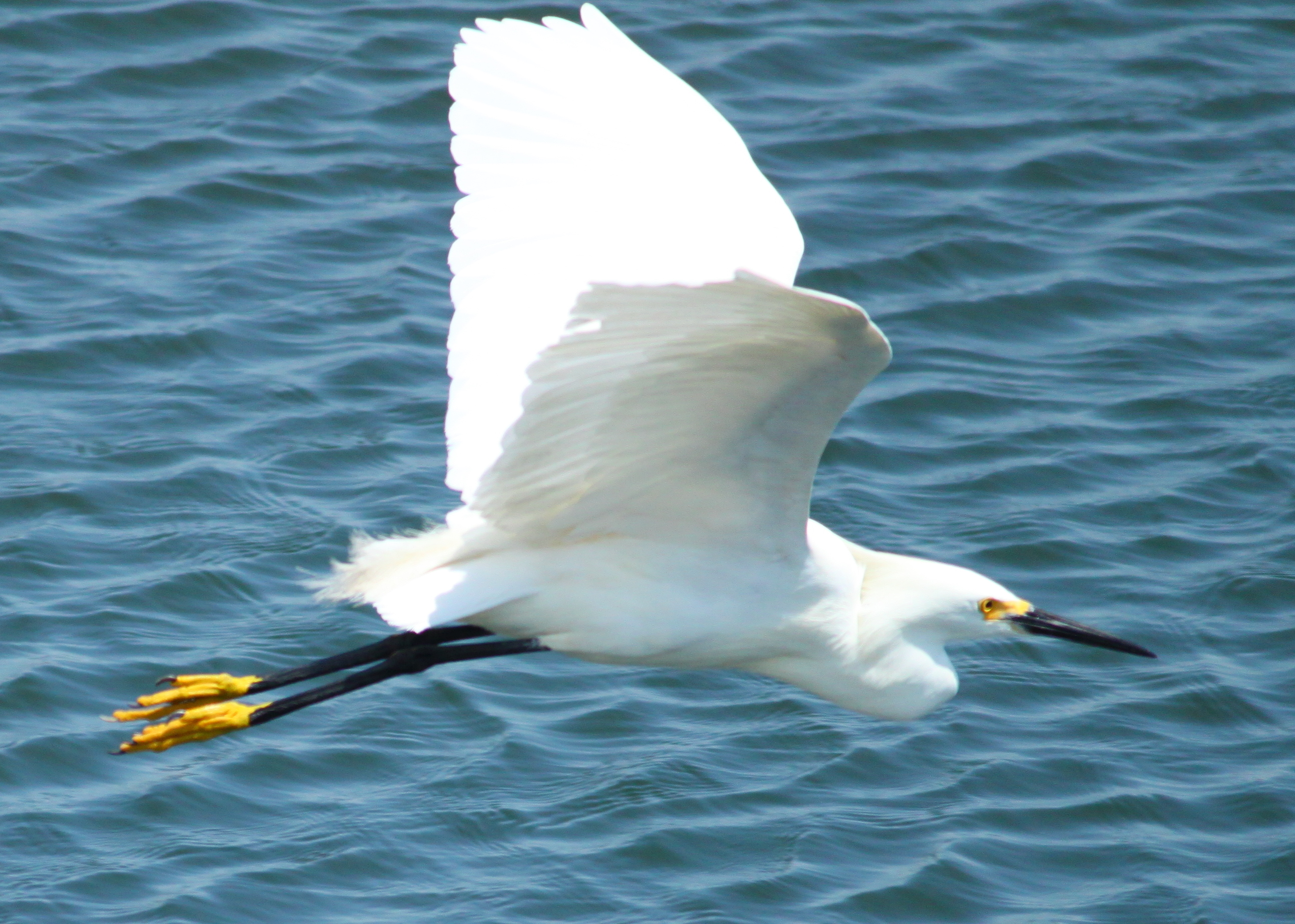
Czapla śnieżna w locie

WyglądUpierzenie białe, dziób, golenie i skoki czarne, stopy żółte. W szacie godowej u samca ozdobne pióra na głowie, plecach i piersi.
RozmiaryDługość ciała 56–66 cm; rozpiętość skrzydeł około 100 cm; masa ciała około 370 g.
Zasięg, środowiskoŚrodkowa i południowa Ameryka Północna, Ameryka Południowa. Populacje z północy zasięgu zimują na południowych rejonach Ameryki Północnej.
Zamieszkuje tereny podmokłe. Żeruje w roślinności na płytkiej wodzie.
PodgatunkiWyróżnia się dwa podgatunki E. thula:
- E. t. brewsteri Thayer & Bangs, 1909 – zachodnie USA, Kalifornia Dolna (północno-zachodni Meksyk)
- E. t. thula (Molina, 1782) – wschodnia i południowa Ameryka Północna do środkowego Chile i północnej Argentyny

StatusMiędzynarodowa Unia Ochrony Przyrody (IUCN) uznaje czaplę śnieżną za gatunek najmniejszej troski (LC – Least Concern). Ogólny trend liczebności uznawany jest za wzrostowy, choć niektóre populacje mogą być stabilne, a u niektórych trend liczebności nie jest znany.